# Distretto di Cochas (Ancash)
Il distretto di Cochas è un distretto del Perù nella provincia di Ocros (regione di Ancash) con 1.298 abitanti al censimento 2007 dei quali 238 urbani e 1.060 rurali.
È stato istituito il 2 gennaio 1857.